# Neopachyolpium longum
Genre
Espèce
Neopachyolpium longum, unique représentant du genre Neopachyolpium, est une espèce de pseudoscorpions de la famille des Olpiidae.

## Distribution
Cette espèce est endémique de l'île de la Trinité à Trinité-et-Tobago.

## Description
Les mâles mesurent de 2,3 à 2,5 mm et les femelles de 2,6 à 2,8 mm.

## Publication originale
- Hoff, 1945 : The pseudoscorpion subfamily Olpiinae. American Museum Novitates, no 1291, p. 1-30 (texte intégral).